# Eggingen
Eggingen là một xã ở huyện Waldshut trong bang Baden-Württemberg thuộc nước Đức. Có một khu vực đường biên với Thụy Sĩ đến làng Wunderklingen ở huyện Hallau, tổng Schaffhausen.